# Комарівка (Чернігівський район)
Комарі́вка —  село в Україні, у Любецькій селищній громаді Чернігівського району Чернігівської області. Населення становить 49 осіб. До 2020 орган місцевого самоврядування — Неданчицька сільська рада.
До села прокладена асфальтована дорога від Неданчичів. Від Комарівки до сусіднього села Нова Рудня теж є асфальтована дорога. Дороги у задовільному стані на 2021 рік.

## Історія
12 червня 2020 року, відповідно до розпорядження Кабінету Міністрів України № 730-р «Про визначення адміністративних центрів та затвердження територій територіальних громад Чернігівської області», увійшло до складу Любецької селищної громади.
19 липня 2020 року, в результаті адміністративно - територіальної реформи та ліквідації Ріпкинського району, село увійшло до складу Чернігівського району Чернігівської області.

## Заповідний фонд
Біля села, між Комарівкою і Неданчичами розташоване заповідне урочище "Довга Рудня" площею 462 га.

## Братська могила
У центрі села розташована братська могила воїнів Другої світової війни. Серед них два Героя Радянського Союзу: Марковський Веніамін Якович і Мішенін Микола Михайлович.

## Галерея

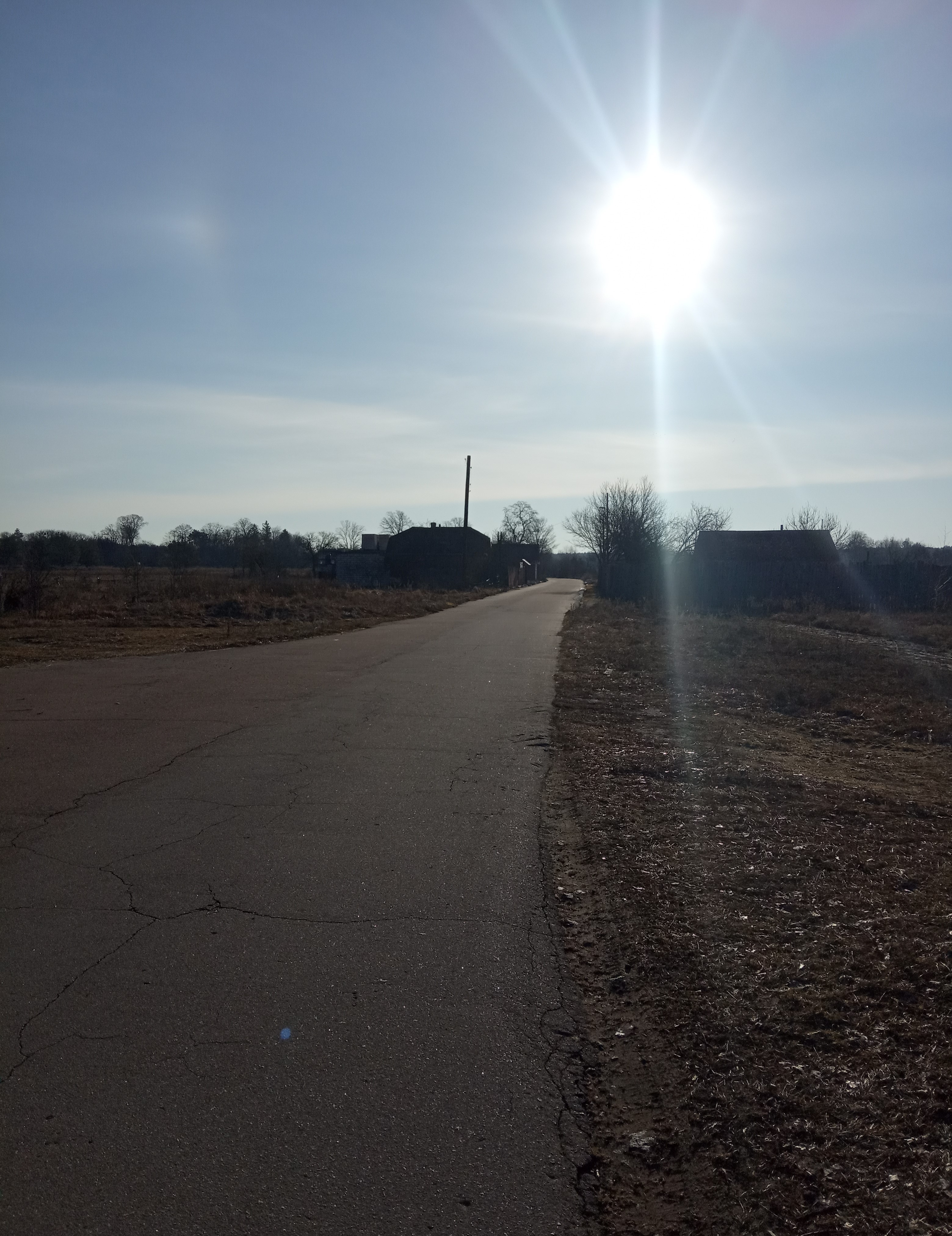
В'їзд до села Комарівка із боку села Неданчичі
Братська могила воїнів Другої світової війни
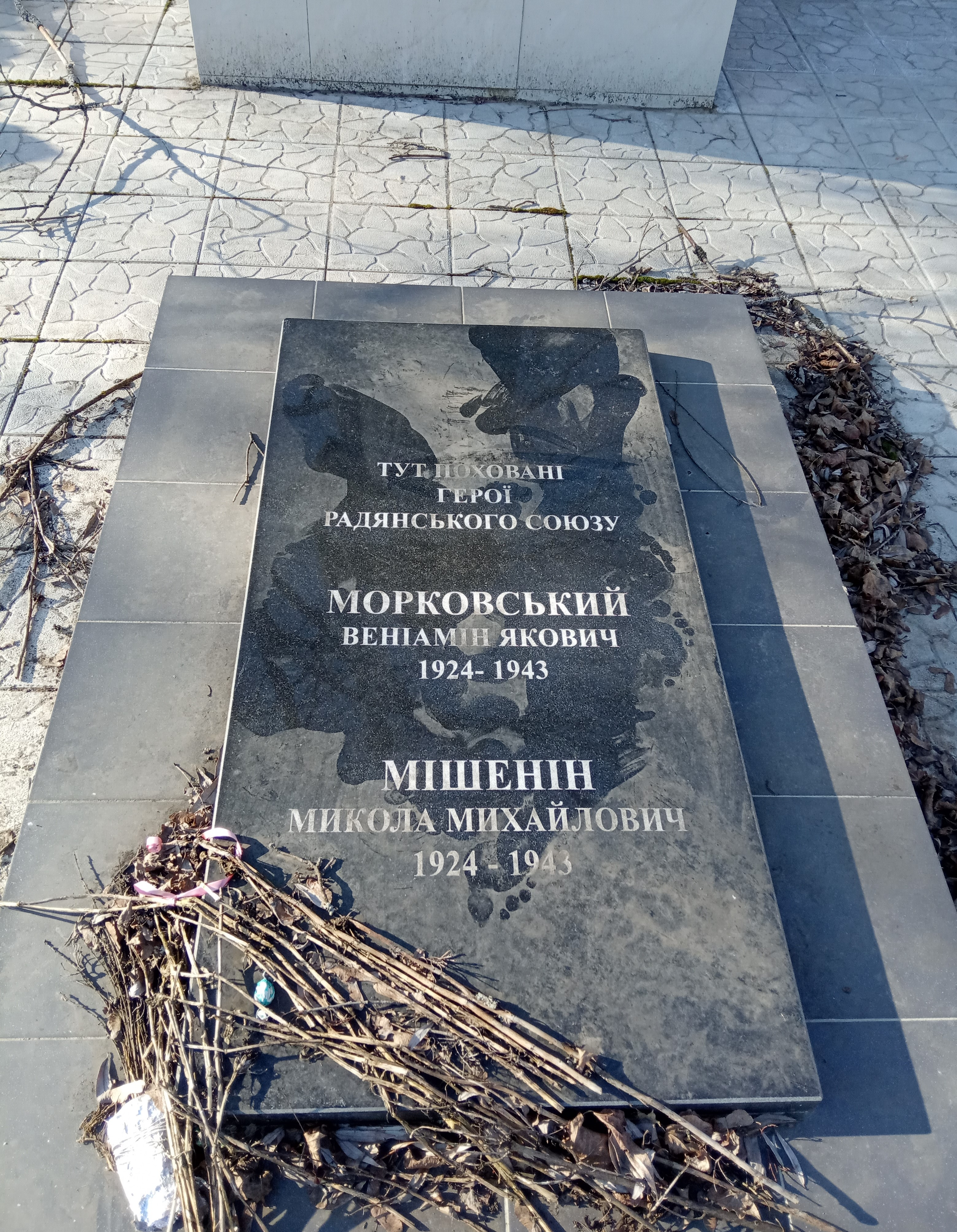
Герої СРСР
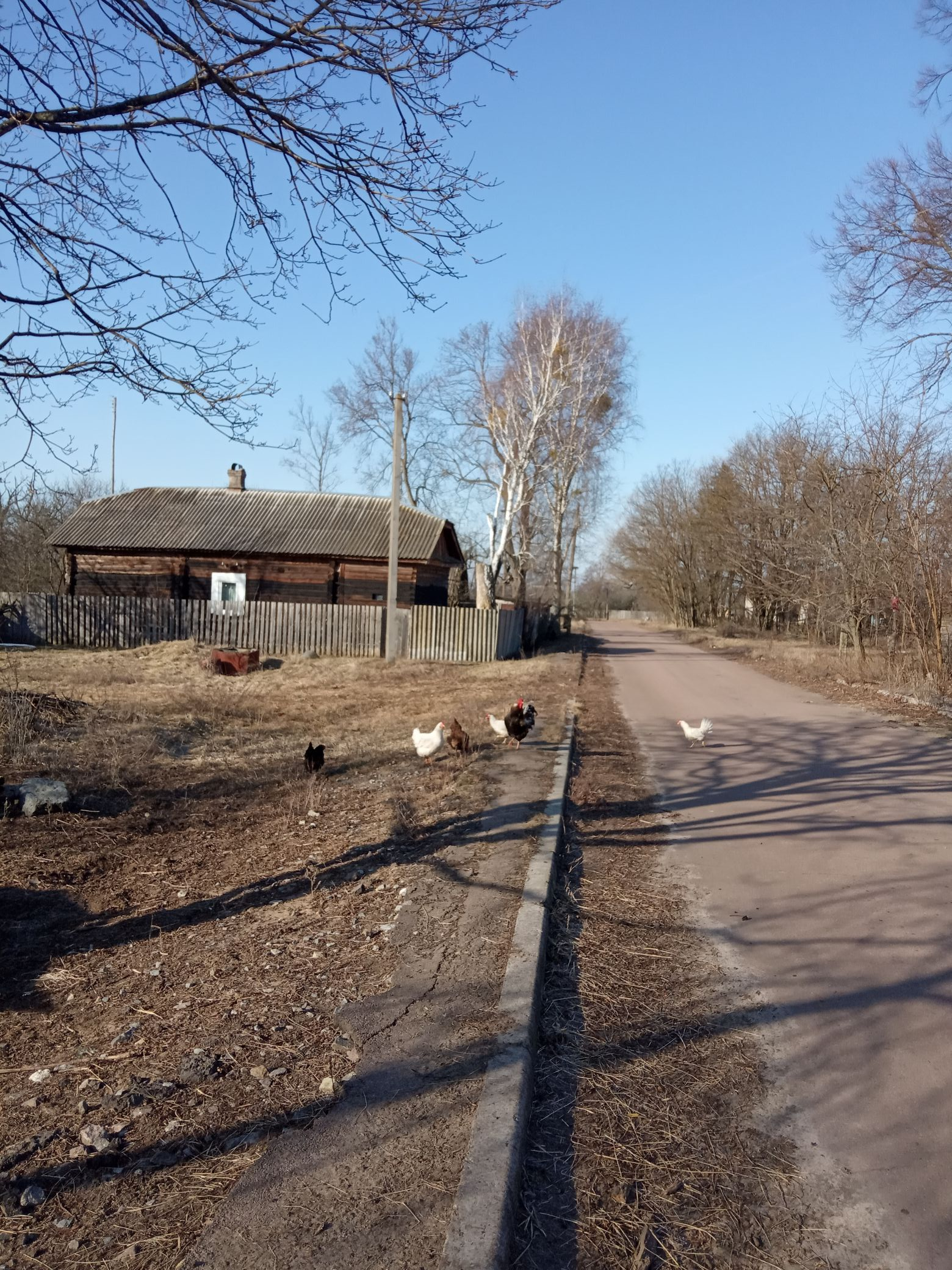
Центральна вулиця
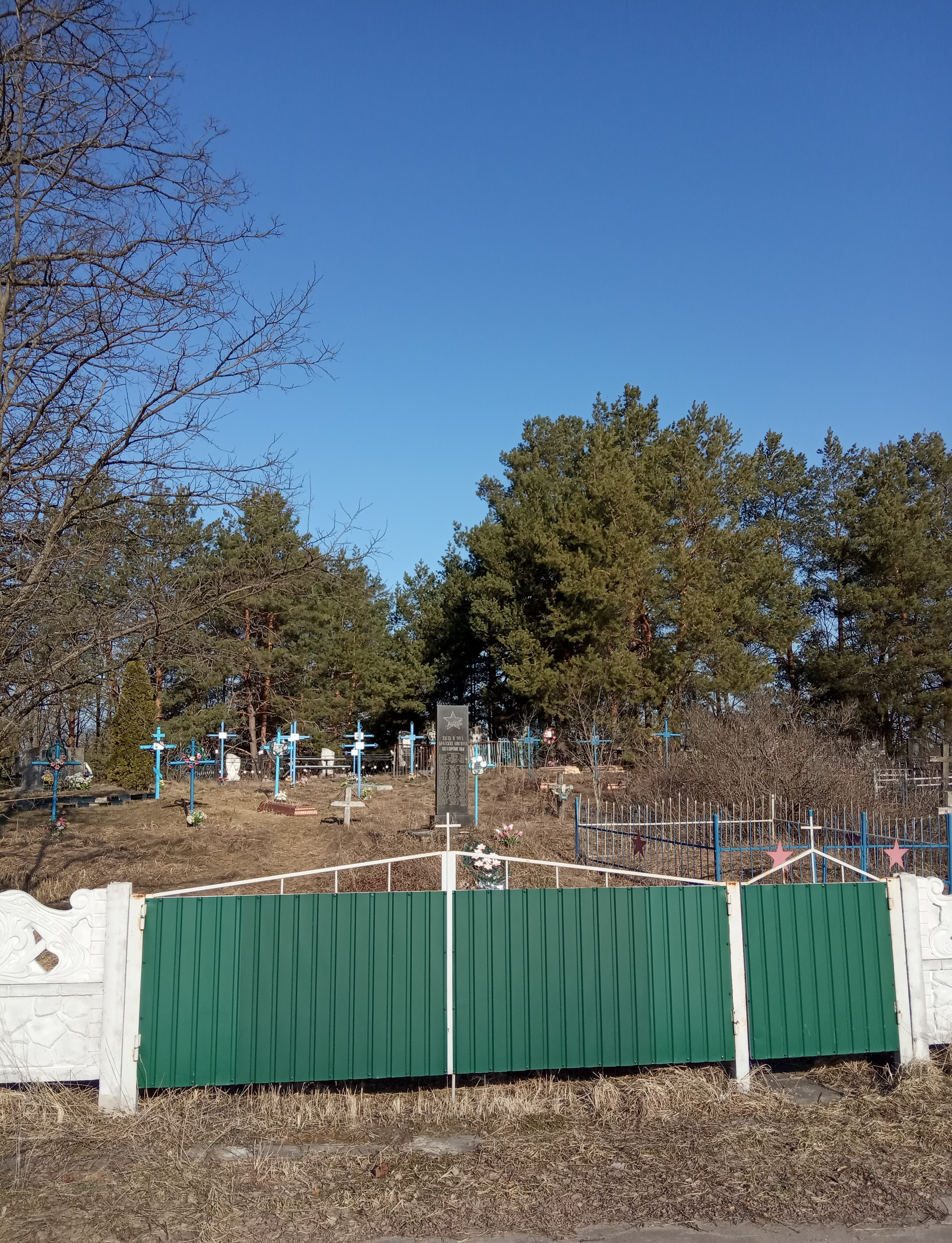
Кладовище
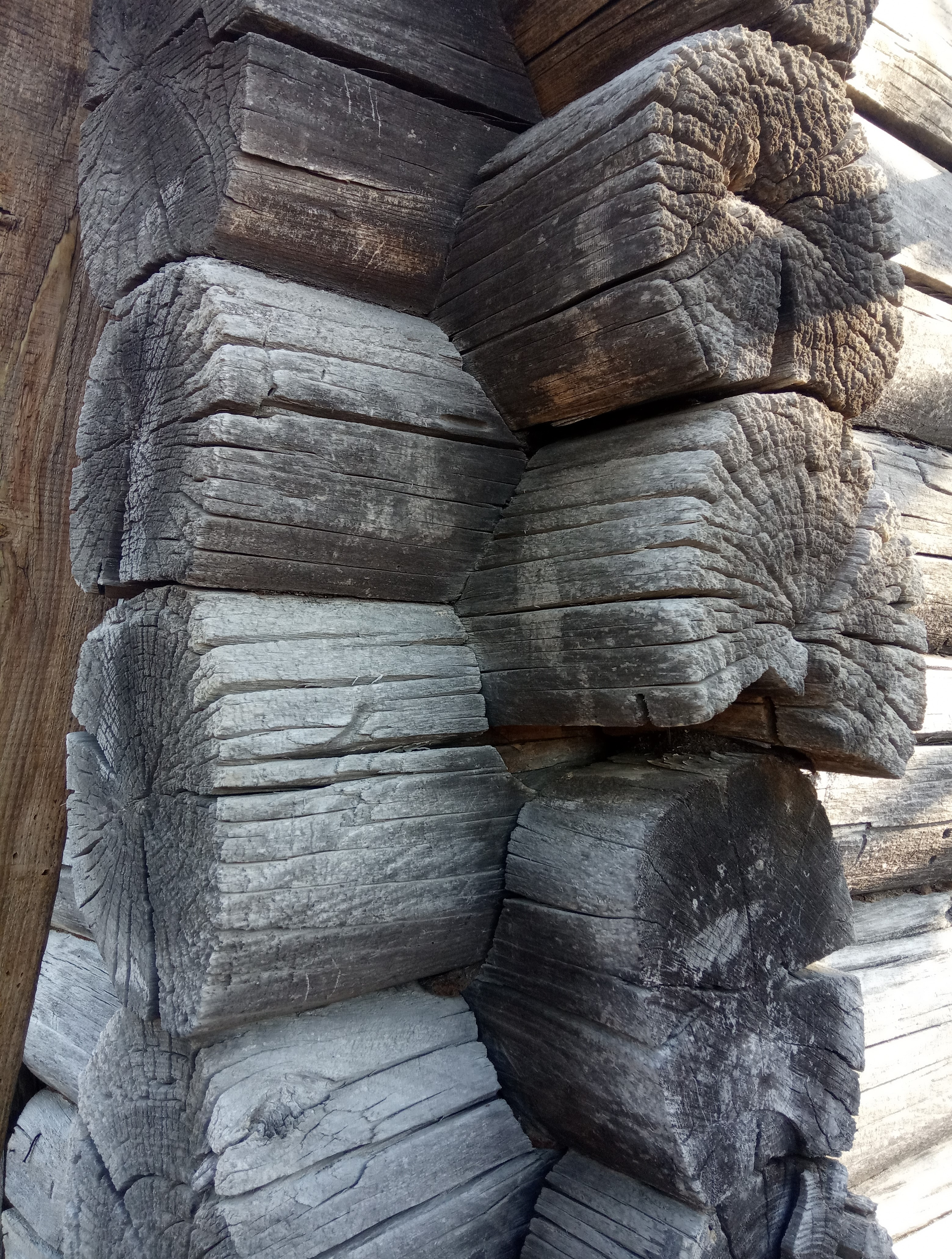
Дерев'яна хата, зруб зблизька. Раніше більшість хат будували таким чином
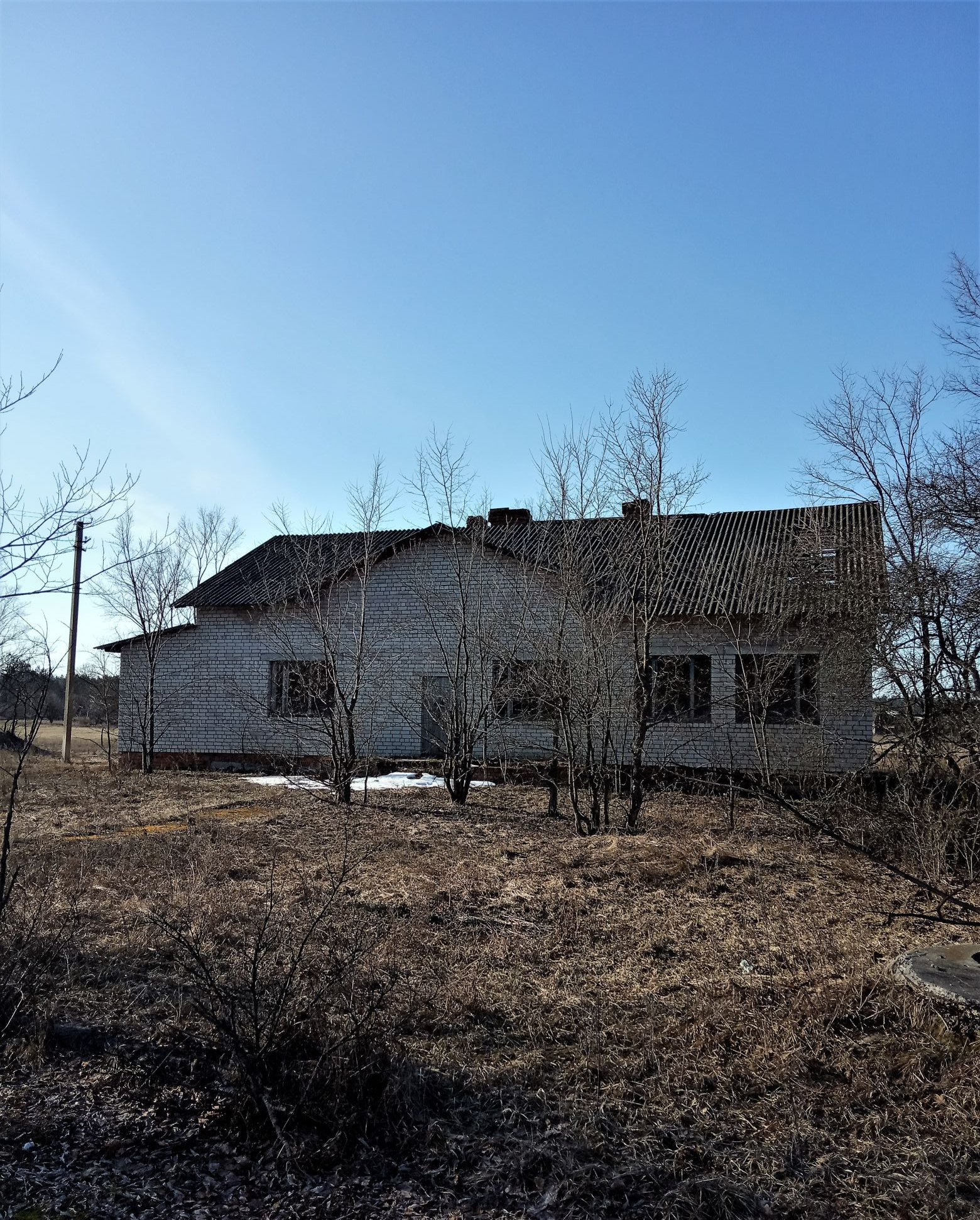
Покинутий будинок
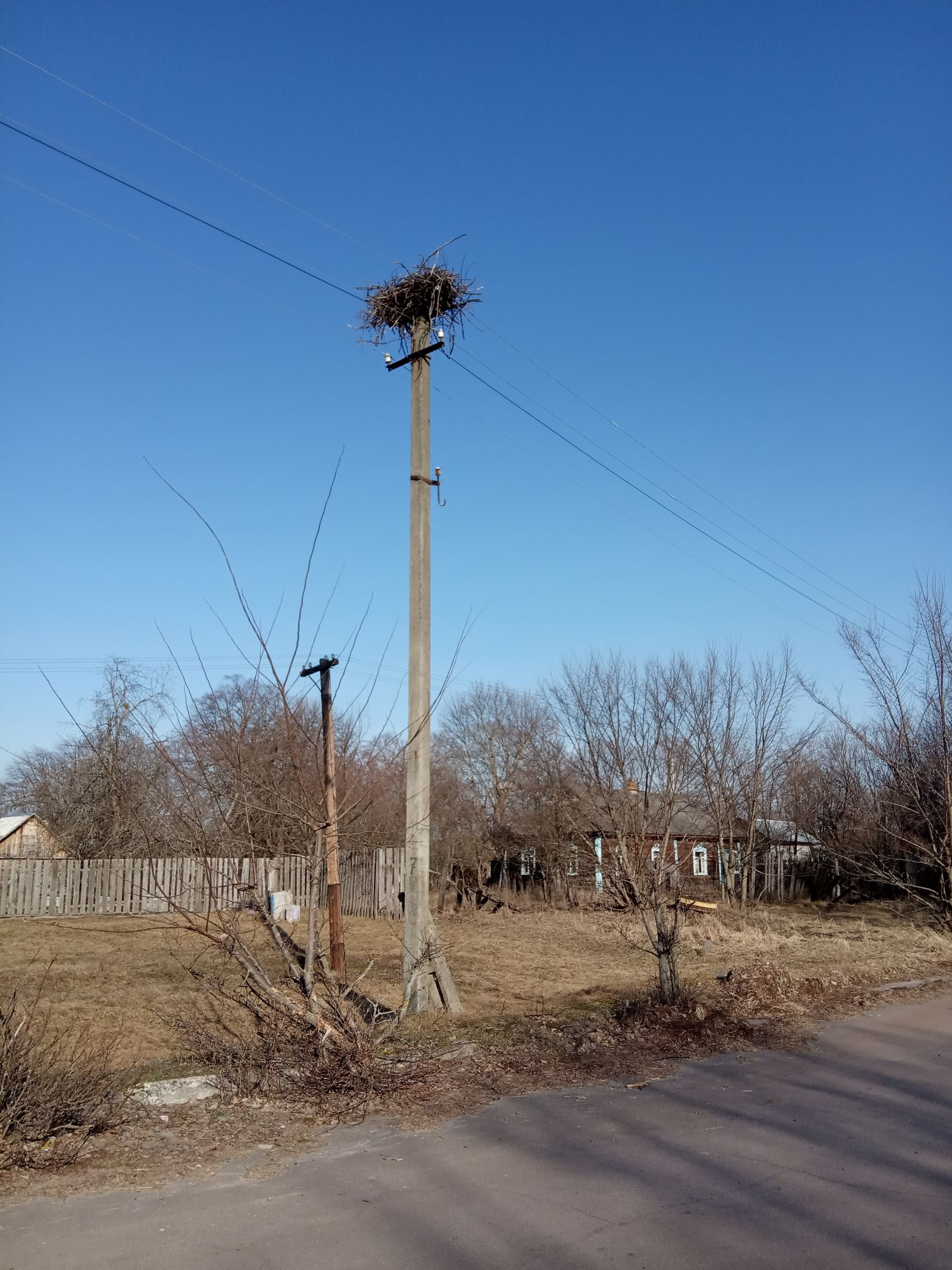
Гніздо журавля
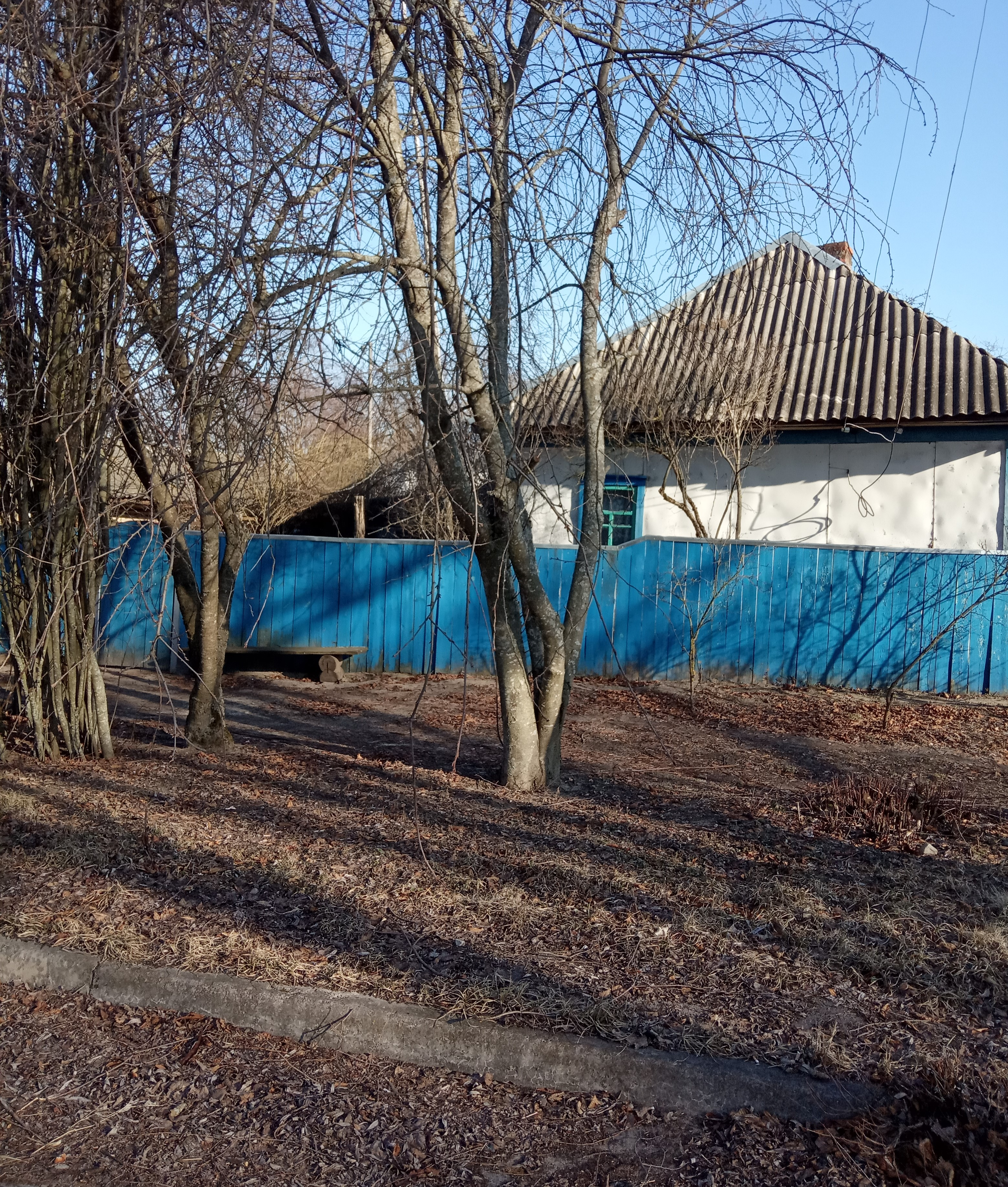
Одна з хат
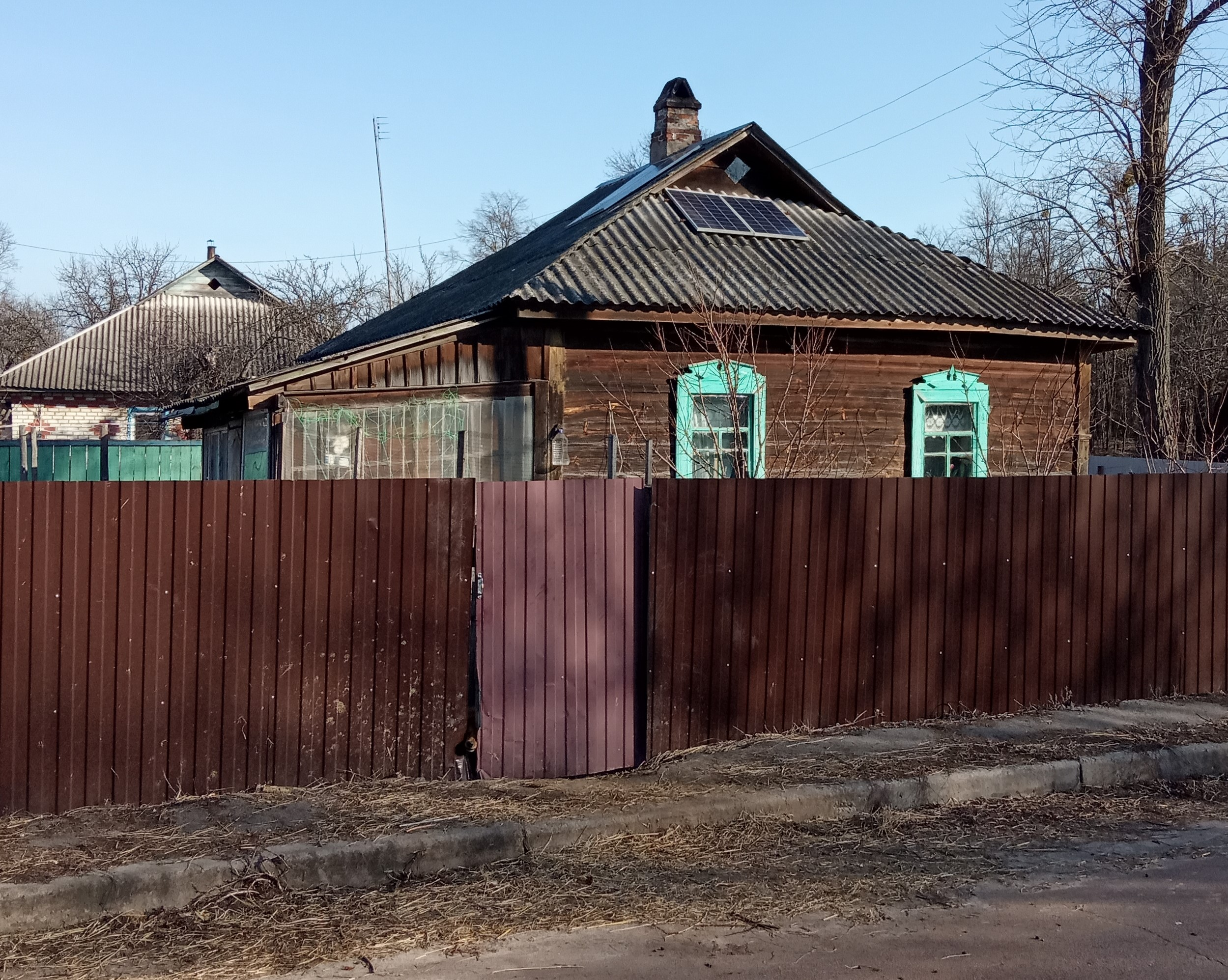
Хата із сонячними панелями